# Georges Sogny
Pour les articles homonymes, voir Sogny.
Georges Sogny né le 16 août 1896 à Épernay (Marne) et mort le 26 octobre 1962 à Chartèves (Aisne) est un illustrateur français.
Il signe souvent ses œuvres « G. Sogny ».

## Biographie
Georges Sogny commence sa carrière comme dessinateur de presse. Pendant la Première Guerre mondiale, il est blessé à la bataille de la Somme et évacué en Mayenne. Il est recruté par le journal angevin L'Ouest pour lequel il réalise d'abord des croquis d'audience et d'événements locaux. Du 11 novembre 1923 au 14 septembre 1927, il publie dans L'Ouest la série des Profils angevins, plus de 250 caricatures de personnalités angevines (la bibliothèque municipale d'Angers conserve 81 dessins originaux de ses portraits croqués à la mine de plomb). En 1934, il obtient un prix pour un portrait présenté au Salon des artistes français. Ce prix lui ouvre de nouvelles portes et lui permet de collaborer au Journal de Mickey de 1939 à 1942.
Il a travaillé pour le compte de la maison d’édition Ferenczi à partir de 1938 où il a dessiné de nombreuses couvertures pour les collections suivantes :
- Le Bandeau noir (romans policiers) ;
- Le Verrou (romans policiers) ;
- Mon roman policier ;
- Le Petit Roman (romans sentimentaux) ;
- Le Petit Livre (romans sentimentaux).

## Romans illustrés

### Romans policiers

#### Collection « Le Petit Roman policier » , éditionsFerenczi & fils
- Yodo-Kouri[4], Pierre Dennys, no 1, 1938 ;
- Qui a volé ?[5], Claude Ascain, no 8, 1938 ;
- On a volé un dirigeable, Maurice Limat, no 41, 1939 ;

#### Collection «Mon roman policier illustré»  éditionsFerenczi & fils
- La Cave de l'épouvante, Maurice d'Escrignelles, no 51, 1947 ;
- Service de renseignements, Hervé Cox, no 52, 1947 ;
- Six mois d'angoisse, Étienne Retterdy, no 54, 1947 ;
- Les Cinq Clefs d'or, Paul Tossel, no 55, 1947 ;
- Le Joyau de la comtesse, Eugène d'Henry, no 56, 1947 ;
- La Mort sans tête, René Sieuranne, no 57,1947 ;
- Horrible menace, Maurice d'Escrignelles, no 58, 1947 ;
- La Loi du gang, Louis Roger Pelloussat, no 59, 1947 ;
- La Fiancée du G. Men, Marcellus, no 60, 1947 ;
- La Mort vêtue de cristal, Étienne Retterdy, no 61, 1947 ;
- La Fille aux trois pierrots, Maurice Limat, no 62, 1947 ;
- Le Doigt de la mort, Marc Minerath, no 63, 1947 ;
- La Mort au cinquième acte, Maurice Lionel, no 64, 1947 ;
- Le Chef invisible, L.-R. Pelloussat, no 65, 1947 ;
- La Terreur de l'Inverness, Marcellus, no 66, 1947 ;
- Du sang à l'entresol, Eugène d'Henry, no 67, 1947 ;
- Le Secret de Maître Guillaume, L. Frachet, no 68, 1947 ;
- Le Gardien de but de "l'étoile verte", Jean Daye, no 69, 1947 ;
- Les 12 rubis du prince hindou, Paul Tossel, no 70, 1948 ;
- Canaille et Cie, L.-R. Pelloussat, no 71, 1948 ;
- La Dernière Cigarette, Maurice Lionel, no 72, 1948 ;
- Le Kandjar maudit, Hervé Cox, no 73, 1948 ;
- La Mort sur le ring, Jean Daye, no 74, 1948 ;
- La Protégée du trappeur, Léo Gestelys, no 75, 1948 ;
- La Maison de la peur, Albert Dupeux, no 76, 1948 ;
- La bague au doigt, R.-M. de Nizerolles, no 77, 1948 ;
- Mystère au grand large, Maurice Limat, no 78, 1948 ;
- Un drame dans le monde, Marcellus, no 79, 1948 ;
- L'Assassinat de M. Magre, René Poupon, no 80, 1948 ;
- Échec aux gangsters, Bobby Bob, no 81, 1948 ;
- Les Chiens hurlent à la mort, Ray Somey, no 82, 1948 ;
- Le Secret du docteur Schnaffer, Paul Tossel, no 83, 1948 ;
- À la poursuite du mort, Albert Bonneau, no 84, 1948 ;
- Le Pendu de Winbledon, Erik J. Certön, no 85, 1948 ;
- La Chasse à l'espionne, Jean Voussac, no 86, 1948 ;
- Le Singe vert, Jean Laurent, no 87, 1948 ;
- Le Noël du Père Trimard, Léo Gestelys, no 88, 1948 ;
- Gangster et Cie, Jacques Chambon, no 89, 1948 ;
- Le Secret du catafalque, Erik J. Certön, no 90, 1948 ;
- Un meurtre aux six-jours, Jean Daye, no 91, 1948 ;
- L'Homme qui s'escamote, Claude Ascain, no 92, 1948 ;
- Le Roi noir, Paul Tossel, no 93, 1948 ;
- Agrabamin l'escroc, Pierre Dennys, no 94, 1949 ;
- Drame au Music-Hall, René Poupon, no 95, 1949 ;
- Le "Gang" mystérieux, Ch. Beaulieu, no 96, 1949 ;
- L'Inconnue au browning, André Charpentier, no 97, 1949 ;
- L'Homme de Fresnes, Claude Ascain, no 98, 1949 ;
- Convoi sur l'Orient, Paul Tossel, no 99, 1949 ;
- Le Lord mystérieux, M. Rosselin, no 100, 1949 ;
- L'Appel de sept heures, Alain Martial, no 101, 1949 ;
- L'Assassin revient, Marc Lancy, no 102, 1949 ;
- Le Sorcier de la falaise, Erik J. Certön, no 103, 1949 ;
- Sardanapale, le "favori", Jean Daye, no 104, 1949 ;
- Takrara, Pierre Dennys, no 105, 1949 ;
- Le Maître de la cambriole, Claude Ascain, no 106, 1949 ;
- Le Magicien, Paul Tossel, no 107, 1949 ;
- La Vengeance est proche, M. Rosselin, no 108, 1949 ;
- No 9. Voiture verte, Jean Daye, no 109, 1949 ;
- Un scandale mondain, Claude Ascain, no 110, 1949 ;
- Le Carillon des catacombes, Erik J. Certön, no 111, 1949 ;
- On a tué le docteur !... , Florent Manuel, no 112, 1949 ;
- Marak' Aouasch, sorcier éthiopien, Pierre Dennys, no 113, 1949 ;
- Le Fantôme noir, Claude Ascain, no 114, 1949 ;
- L'Aviatrice aux cheveux d'or, Jean Daye, no 115, 1949 ;
- Le Cadavre d'un inconnu, René Poupon, no 116, 1949 ;
- Les Roses qui tuent, Léo Gestelys, no 117, 1950 ;
- L'Homme aux aquariums, Maurice Limat, no 118, 1950 ;
- Coups de feu, Florent Manuel, no 119, 1950 ;
- Le Professeur Famyaloh, Pierre Dennys, no 120, 1950 ;
- La Chambre au clair de lune, Claude Ascain, no 121, 1950 ;
- La Souricière, Jean Daye, no 122, 1950 ;
- L’Énigme du cercueil, Paul Tossel, no 123, 1950 ;
- Yodo-Kouri, Pierre Dennys, no 124, 1950 ;
- Brigade internationale, Paul Maraudy, no 125, 1950 ;
- Le Secret de la nuit, Claude Ascain, no 126, 1950 ;
- Le Crime de Raincliff, Paul Tossel, no 128, 1950 ;
- L'Homme nocturne, Claude Ascain, no 130, 1950 ;
- Justice est faite, Léo Gestelys, no 131, 1950 ;
- Le Secret du laboratoire, Florent Manuel, no 132, 1950 ;
- Le Voleur du Radjah, Claude Ascain, no 134, 1950 ;
- Route nationale 182, Pierre Dennys, no 135, 1950 ;
- La Bataille de l'or noir, Paul Tossel, no 136, 1950 ;
- L’Étrange Panne, Claude Ascain, no 137, 1950 ;
- Les Trois sont là !, Pierre Dennys, no 138, 1950 ;
- Crimes dans le Yorkshire, Florent Manuel, no 139, 1950 ;
- D.S.T. contre W.W., Marc Lancy, no 140, 1950 ;
- L'Assassin a tout prévu, Louis C. Thomas, no 141, 1950 ;
- Le Secret de Van Tompst, Claude Ascain, no 142, 1950 ;
- Un drame en plein ciel, Albert Bonneau, no 143, 1951 ;
- Service du contre-espionnage, Jean Voussac, no 144, 1951 ;
- L'Homme de Madagascar, Florent Manuel, no 145, 1951 ;
- Le Neuvième passager, Claude Ascain, no 146, 1951 ;
- Celle qui assassina, Henriette Caton, no 147, 1951 ;
- La Bande des loups noirs, Jacques Chambon, no 148, 1951 ;
- Mauvaise conduite, René Thomas, no 149, 1951 ;
- L'Inconnu de l'autobus, Claude Ascain, no 150, 1951 ;
- Le Record de "l'Aigle noir", Albert Bonneau, no 151, 1951 ;
- L’Évadé de Wallrock, Paul Tossel, no 152, 1951 ;
- Drame dans la coulisse, Jean Voussac, no 153, 1951 ;
- L'Homme au collier de barbe, Claude Ascain, no 154, 1951 ;
- L'Ombre de l'échafaud, Jacques Chambon, no 155, 1951 ;
- On a pillé un dossier !, Florent Manuel, no 156, 1951 ;
- Mort au téléphone, Claude Ascain, no 157, 1951 ;
- Le Crime des forains, Léo Gestelys, no 158, 1951 ;
- La Princesse du néant, Paul Tossel, no 159, 1951 ;
- Tragédie au 7e étage, Lucien Farnay, no 160, 1951 ;
- L'Espion du "Savannah", Albert Bonneau, no 161, 1951 ;
- Qui a volé ? Claude Ascain, no 162, 1951 ;
- La Double Énigme, Florent Manuel, no 163, 1951 ;
- La Matraque du fantôme, Maurice Limat, no 171, 1951 ;
- Recherché pour meurtre, René Poupon, no 172, 1951 ;
- Mort sur rendez-vous, Andy Spencer, no 173, 1951 ;
- Le Trèfle incarnat, Gilles Hersay, no 174, 1951 ;
- La Maison du mort qui parle, Pierre Maloire, no 176, 1951 ;
- Minuit à Passy, J. Joseph-Renaud, no 177, 1951 ;
- Egyptius, Maurice Limat, no 178, 1951 ;
- On a abattu Perrin !, R. René Poupon, no 179, 1951 ;
- La Maison du robot, Ange Arbos, no 180, 1951 ;
- Terreur sur Hollywood, Jean Bert, no 181, 1951 ;
- Ophélia et Cie, Louis Bonzom, no 182, 1951 ;
- L’Équipe du "Vélo-Palace", Maurice Lionel, no 183, 1951 ;
- Le Jugement du destin, Paul Tossel, no 184, 1951 ;
- Le Puits de la mort lente, Maurice Limat no 185, 1951 ;
- Le Crime de la soucoupe volante, Ange Arbos, no 186, 1951 ;
- Le Roi de la drogue, Jacques Chambon, no 187, 1951 ;
- D'une pierre, deux coups, René Thomas, no 188, 1951 ;
- Jim-la-Terreur, Bobby Bob, no 189, 1951 ;
- La planche fatale, Jean Voussac, no 191, 1951 ;
- L'Espion invisible, Maurice Limat, no 192, 1951 ;
- Le Tunnel de la mort, Albert Bonneau, no 193, 1951 ;
- Lisbeth a des ennuis, Bobby Bob, no 194, 1951 ;
- À feu et à sang !, René-Paul Noël, no 195, 1951 ;
- Coup d'aiguille, P.-A. Logan, no 196, 1951 ;
- L'Affaire du corbeau gris, Jacques Chambon, no 198, 1951 ;
- Le Crime du Pré-Fleuri, René Thomas, no 200, 1955 ;
- La Captive de Sonora Bill, Maurice de Moulins, no 204, 1955 ;
- Le Diamant de "Valparaiso", Jean Voussac, no 206, 1955 ;
- Le Crapaud d'ambre jaune, Max-André Dazergues, no 220, 1952 ;
- 148 Pensylviana Avenue, Georges Fronval, no 242, 1952 ;
- Classé sans suite, Richebourg, 1956 ;
- Six heures d'angoisse, Bertrand Richard, 1957.

#### Collection «Le Verrou», éditionsFerenczi & fils
- Le Bossu joue pair et impair..., Max-André Dazergues, 1952 ;
- Le Bossu repart à zéro, Max-André Dazergues, 1952 ;
- Des clients pour les pompes funèbres, Pierre Laplace, 1952 ;
- Le Corps maquillé, Alain Martial, 1952 ;
- La Dernière Rafale, René Poupon, 1952 ;
- Les Deux Idoles et leur mystère, Jean Joseph-Renaud, 1952 ;
- Auto-stop, Lydie Servan, 1953 ;
- Rendez-vous à dix-neuh heures, 1957 ;
- Ne kidnappez pas l'héritière, Lawrence G. Blochman ;
- Un point à la ligne, Alexandra Pecker ;
- Pour en revenir à nos cadavres, Pierre Laplace ;
- A chaque jour suffit son meurtre, Pierre Laplace, 1953.

#### Collection «Le Bandeau noir», Éditions SEPE
- L’Équipée héroïque, Jean micro ;
- Le Justicier souriant, Jean micro ;
- Treize dans l'île, Yann Lecoeur.
- J'ai envie de pleurer, Ras Foralt, 1949

### Romans sentimentaux

#### Collection «Le Petit Livre»,éditions Ferenczi
- L'Inconnue du soir, Rochelle Creed, 1948 ;
- Line des bois, René Virard, 1949 ;
- L'Amour sauvé des eaux, Paul Clérouc, 1951 ;
- Ceux de la maison rose, France Noël ;
- Le Démon du printemps, France Noël ;
- Le Sauveur, France Noël ;
- Cœur de pierre, Philippe Jean ;
- Le Dernier Mot du cœur ;
- Premiers émois;
- L'Amour en cage, Paul Clérouc, 1955.

#### Collection «Le Livre favori»,éditions Ferenczi
- Nul ne saura m'aimer, Jean d'Yvelise, 1950.

### Romans pour la jeunesse

#### Collection «Jeunesse», romans sélectionnés pour enfants, éditions Ferenczi
- Les Diables à quatre, Yanka ; no 3, 1949 ;
- La Cachette flottante, Claude Marsèle, no 4, 1949 ;
- Les Enfants du cirque, Line Deberre, no 5, 1949 ;
- Les Robinsons du gouffre, Maurice Limat, no 6, 1949 ;
- Les Petits Musiciens, Mariella, no 9, 1949 ;
- Le Trésor perdu, Claude Marsèle, no 11, 1949 ;
- Chante, petit violon, Jacques Redanges, no 12, 1949 ;
- Colette, Cricri et Compagnie, Gilbert Roy, no 14, 1949 ;
- La Case de l'oncle John, Claude Marsèle, no 15, 1949 ;
- Nicole et son ami Pierrot, Simone Renez, no 16, 1949 ;
- Bohémienne et marquise, Éliane Valéry, no 18, 1949 ;
- Papa "Gugusse", Henriette Caton, no 24, 1949 ;
- Tombée du nid, Jean Cabanis, no 27, 1950 ;
- Sauvé par ses petits amis, Pierre Savigny, no 28, 1950 ;
- Le Petit Potier, Éliane Valéry, no 31, 1950 ;
- Le Théâtre Rintintin, Maurice Limat, no 37, 1950 ;
- L'Aventure de Brigitte, Dominique Dorys, no 38, 1950 ;
- La Trop gâtée, Michèle Brémont, no 40, 1950 ;
- Sur ma péniche, Suzanne Mercey, no 42, 1950 ;
- L'Orchestre de mon ami Pierrot, Claude Marsèle, no 43, 1950 ;
- Dounia, poupée russe, Noémi Vincent, no 46, 1951 ;
- Je m'appelle "Milou", Georges Muriel, no 47, 1951 ;
- Les Petits Bâtisseurs, Ketty Emlyn, no 48, 1951 ;
- Le Docteur miracle, Éliane Valéry, no 49, 1951 ;
- Monsieur Mystère et Mademoiselle Confiture, Gilbert Roy, no 50, 1951 ;
- Papillon et Vol-au-Vent, Suzanne Mercey, no 51, 1951 ;
- Les Lutins du Luxembourg, Claude Marsèle, no 52, 1951 ;
- Reinette et Jojo: policiers improvisés, Brigitte Ailly, no 53, 1951 ;
- Les Robinsons des neiges, Pierre Savigny, no 54, 1951 ;
- Graziella, vedette, Yanka, no 55, 1951 ;
- Il était un petit berger..., France Noël, no 56, 1951 ;
- Reinette et Jojo aux sports d'hiver, Brigitte Ailly, no 57, 1951 ;
- Sylvie l'audacieuse, Ketty Emlyn, no 58, 1951 ;
- La Combe aux fées, Alexiane, no 59, 1951 ;
- Tiô Quinquin, Suzanne Mercey, no 60, 1951 ;
- Reinette et Jojo dans le "train de l'amitié", Brigitte Ailly, no 61, 1951 ;
- Sylvie reine du cirque, Ketty Emlyn, no 62, 1951 ;
- Le Billet de Gastounet, Jeannine Mariel, no 63, 1951 ;
- Jackie et Bambou, explorateurs, Maurice Limat, no 64, 1951 ;
- Reinette et Jojo chez les indiens, Brigitte Ailly, no 65, 1951 ;
- Sylvie cow-boy, Ketty Emlyn, no 66, 1951 ;
- Les Naufragés du "Porc-Épic", Line Deberre, no 67, 1951 ;
- Le Moulin enchanté, Claude Marsèle, no 68, 1951 ;
- Reinette et Jojo chez les romanichels, Brigitte Ailly, no 69, 1951 ;
- Le Mystère de l'île aux fleurs, Maurice Limat, no 70, 1951 ;
- La Fugue d'Odile, Mariella, no 71, 1951 ;
- Patricia veut une maman, France Noël, no 72, 1951.